# Alphonse Soppo
Alphonse Denis Soppo (Yaoundé, 15 maggio 1985) è un calciatore camerunese, centrocampista del FavAC.

## Carriera

### Club
Ha giocato nella massima serie dei campionati moldavo e montenegrino.